# Armstrong Siddeley Adder
Der Armstrong Siddeley Adder war ein Strahltriebwerk, das der britische Hersteller Armstrong Siddeley ab November 1948 herstellte. Es entwickelte einen maximalen Schub von 4,67 kN.

## Konstruktion und Entwicklung
Das Adder, ein reines Turbojet-Triebwerk, wurde aus dem Gaserzeuger (Kerntriebwerk) des Turboprop-Triebwerks Armstrong Siddeley Mamba abgeleitet und wurde ursprünglich als Verlusttriebwerk zum Antrieb der Zieldarstellungsdrohne Jindivik 1 entwickelt. Es wurde dann zu einer langlebigen Variante weiterentwickelt, um schließlich die Basis für das Viper zu bilden.
Die Flugerprobung des Adder ASA.1 fand an Bord der Avro Lancaster III mit der Registrierung SW342 in der Position des Heckschützenstandes statt. Dieses Flugzeug war schon vorher von der Flugversuchsabteilung von Armstrong Siddeley in Bitteswell umgebaut und für Vereisungsversuche am Mamba genutzt worden.

## Fluggeräte mit Armstrong Siddeley Adder
- GAF Pika
- Saab 210
- Folland Midge

## Daten (ASA.1)

### Allgemein
- Typ: Strahltriebwerk

- Länge: 1862 mm
- Durchmesser: 711 mm
- Gewicht: 250 kg

### Komponenten
- Kompressor: axial, 10-Stufig
- Brennkammern: 6
- Turbine: axial, 2-Stufig
- Treibstoff: Kerosin

### Leistung
- Maximaler Schub: 4,67 kN
- Gesamtdruckverhältnis: 5:1
- Schubgewicht: 53,533 kg/kN